# Història de la Unió Soviètica
La història de la Unió Soviètica començà formalment el desembre de 1922, al subscriure's el Tractat de Creació de l'URSS entre les repúbliques socialistes soviètiques de Rússia, Belarús, Ucraïna i Transcaucàsica (Geòrgia, Azerbaidjan i Armènia), ja amb els bolxevics dirigint els soviets de cada nació i després de vèncer a la Guerra Civil Russa, posterior a la Revolució d'Octubre de 1917. Va dissoldre's el 1991, després del fracassat cop d'estat d'agost i que diverses repúbliques es declaressin independents. El 8 de desembre de 1991 Rússia, Belarús i Ucraïna constituïren la Comunitat d'Estats Independents, que marcà a la pràctica el final de la Unió Soviètica.

## Primers anys

Pèrdues territorials assumides per la Unió Soviètica pel Tractat de Brest-Litovsk.

Tot just consolidat el poder revolucionari, el II Congrés dels Soviets designà un Consell de Comissaris del Poble, presidit per Lenin. El problema de la pau amb Alemanya motivà un primer enfrontament de Lenin amb "l'oposició d'esquerres" que, confiada en l'extensió de la Revolució per Europa, preconitzava la reconversió de les hostilitats amb Alemanya en una guerra revolucionària. Va prevaldre la posició de Lenin per assolir una pau immediata, i el 3 de març de 1918 Lev Trotski signà el Tractat de Brest-Litovsk, pel qual Rússia perdia Finlàndia i part dels seus territoris occidentals. L'estabilització del front exterior va permetre a Trotski, comandant de l'Exèrcit Roig, la desorganització de les temptatives revolucionàries de les regions perifèriques, fomentats per potències estrangeres.
Després de la derrota d'Alemanya a la I Guerra Mundial, Rússia envaí els territoris cedits anteriorment i denuncià el Tractat de Brest-Litovsk; però els Aliats reaccionaren amb un increment de l'ajut contrarevolucionari i tropes txeques, turques i britàniques col·laboraren amb els russos blancs i els cosacs en els propòsits de la restauració monàrquica.
El 1920, el govern de Moscou va reconèixer la independència de les Repúbliques Bàltiques i de Finlàndia, i va haver de cedir part de Belarús i Ucraïna a Polònia. Davant la impossibilitat de derrotar militarment al règim soviètic, els països capitalistes decidiren establir un "cordó sanitari" que paralitzés la propagació revolucionària. La situació de la guerra civil i del desmantellament de la indústria provocaren les mesures econòmiques del "comunisme de guerra" (nacionalització de les empreses i del comerç intern i extern), generant una caiguda estrepitosa de la producció agrícola. Per recuperar l'economia, Lenin procurà corregir els desajustaments i apaivagar el descontentament camperol mitjançant la Nova Política Econòmica (NEP), presentada al març de 1921, que permetia transitòriament el manteniment de formes econòmiques d'un cert capitalista.
Després del IV Congrés dels Soviets, celebrat el 1918, el Partit Socialdemòcrata, també anomenat bolxevic, adoptà la denominació de Partit Comunista de la Unió Soviètica (PCUS); els socialrevolucionaris i els menxevics en van ser expulsats dels organismes oficials i s'instituí un rígid centralisme en l'organització del Partit i en l'administració del país. Simultàniament s'acordà una autonomia lingüística i cultural totalment autònoma per a les regions diferenciades.
Però la desaparició de les divergències polítiques exteriors no negà l'existència de diverses tendències dins del Partit. Canalitzades inicialment per Lenin, aquestes es desbocaren en el moment de la seva successió el 1924.

## L'Estalinisme

### Stalin i Trotsky
L'oposició entre Stalin i Trotsky transcendia d'un conflicte personal per mostrar dues concepcions diferents del desenvolupament del socialisme, va concloure a favor de Stalin, qui comptà amb el suport de Zinóviev i de Kàmenev. Un cop Trotsky havia quedat marginat (gener de 1925), "l'edificació del socialisme en un únic país", dirigida per Stalin, requerí l'eliminació d'oponents de dreta i esquerra, i l'existència al Komintern d'una estratègia -internacional que fes coincidir els interessos del moviment comunista amb els de la mateixa Unió Soviètica. Veient derrotada la seva postura, Trotsky va haver d'exiliar-se a Mèxic, on va ser assassinat el 1940 pel català Ramon Mercader.

### La industrialització de la Unió Soviètica
El 1928, davant l'evident estancament de la Nova Política Econòmica, hostilitat de Polònia i del risc de guerra amb Gran Bretanya, Stalin dirigí el Gosplan, la Comissió de Planificació General de l'Estat, un òrgan estatal responsable de dirigir l'economia socialista vers una industrialització accelerada. A l'abril del 1929, el Gosplan llançà dos projectes conjunts que començaren el procés d'industrialització de l'Estat. Basant-se en plans previs de Trotski, el Gosplan elaborà el primer Pla Quinquennal o Piatiletka (1928-1932), que introduí una rigorosa planificació que donà prioritat a la indústria pesant sobre la de béns de consum. L'Estat nacionalitzà la major part de les empreses, posant en marxa un extens programa per assolir una ràpida industrialització, mentre que a l'agricultura tenia lloc la col·lectivització forçosa de la guerra.

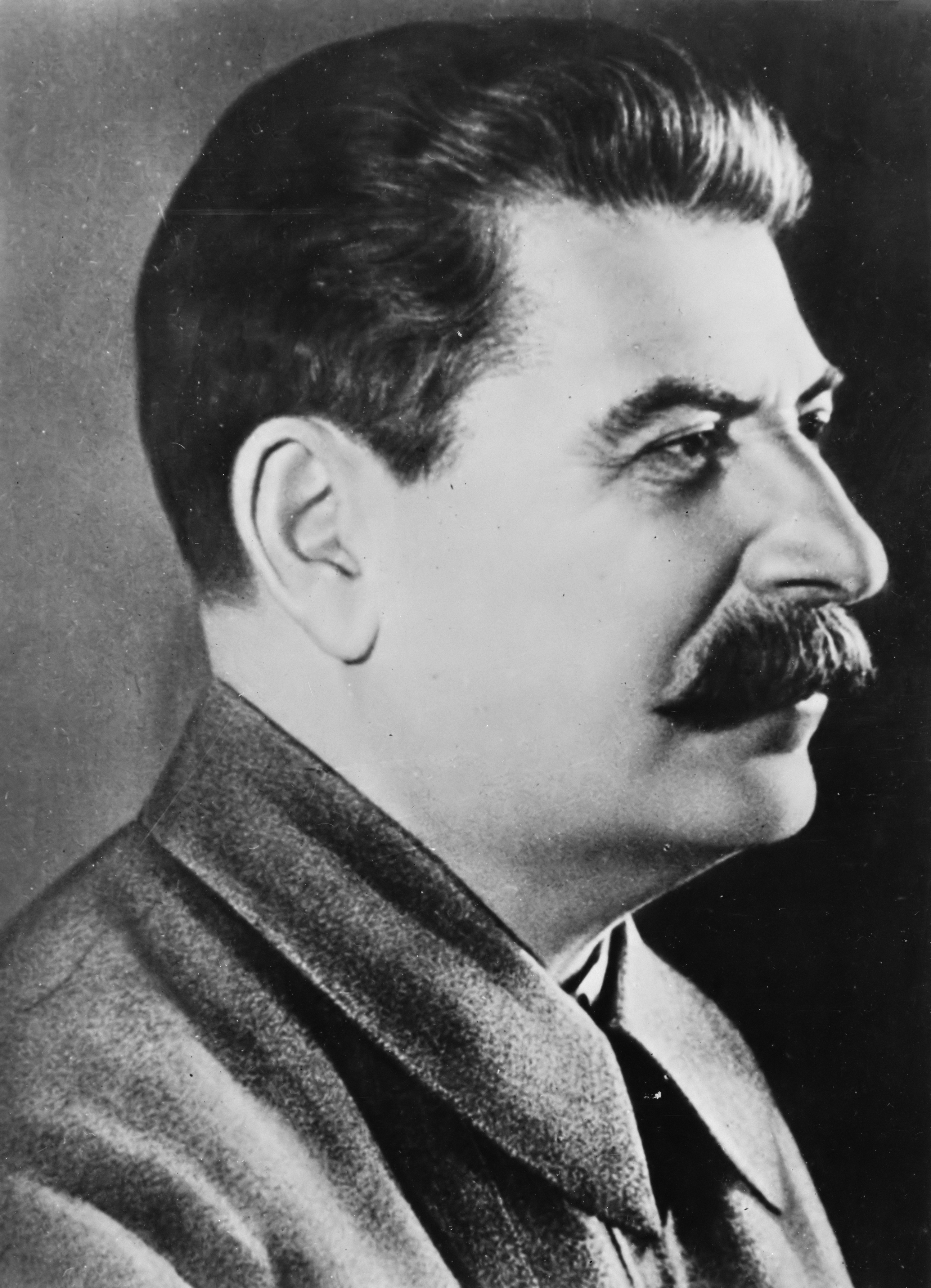
Stalin el 1942

El país passà de ser una societat agrària a industrial en un període molt curt, però a l'hora es produïren penúries econòmiques: la col·lectivització va ser altament rebutjada pels kulaks, mentre que l'Estat s'apropiava de les collites, en particular a Ucraïna, on es provocà el genocidi denominat Holodomor, amb l'objectiu d'evitar que els camperols se les quedessin il·legalment. Aquest conflicte econòmic derivà en una repressió estatal sistemàtica, en la qual s'estima que van morir diversos milions de kulaks, tant en enfrontaments armats com en camps de concentració. Malgrat la forta oposició, cap al 1936 prop del 90% de l'agricultura estava col·lectivitzada, la qual va conduir a una caiguda catastròfica en la productivitat ramadera, que no recuperà el nivell de la NEP fins al 1940.
Per assolir les metes proposades, es va sotmetre als obrers a jornades de 16 a 18 hores diàries (sota l'amenaça de ser processats per traïció) en pèssimes condicions laborals. S'estima que prop de 127 mil persones van morir entre 1928 i 1932. La producció de ferro colat, necessari per al desenvolupament de la inexistent infraestructura industrial, passà de 3,3 a 10 milions de tones anuals. La producció de carbó també ascendí exitòsament de 35,4 a 75 milions de tones, i la producció de ferro augmentà de 5,7 a 19 milions de tones. Basat àmpliament en aquestes xifres, el Pla Quinquennal s'havia assolit en un 93,7%, mentre que les parts dedicades a la indústria pesant van acomplir-se en un 108%. Stalin declarà el pla com un èxit per al Comitè Central al desembre de 1932.
L'emulació socialista que acompanyà les fites econòmiques no va estar excenta d'un culte a la personalitat de Stalin, els excessos del qual serien posteriorment denunciats; i d'una brutal violència cap a tot aquell que s'oposés als plans del règim. L'oposició dins del Partit es considerà relacionada amb les classes indòcils i hostils al socialisme. Acusats de suposats contactes amb emigrats trotkistes i espies estrangers, importants figures del Partit (Zinóviev, Kàmenev, Bukharin, Ríkov, Iagoda, etc.) van ser jutjats als anomenats Judicis de Moscou (1936, 1938 i 1939) i executats. Les "purgues" contra l'oposició van culminar, a més, amb l'eliminació de gairebé 30.000 oficials de l'Exèrcit Roig.
L'acceleració del rearmament, motivada per la creixent agressivitat del règim d'Adolf Hitler, condicionà la programació del Segon Pla Quinquennal (1933-38). Simultàniament, la prevenció d'un acord entre Alemanya i les potències occidentals davant l'URSS obligà a Stalin a adoptar una política conciliadora cap a les democràcies burgeses (manifestada en la seva actitud durant la guerra d'Espanya i en la creació dels Fronts Populars) i cap a l'Alemanya Nazi, fins al punt de signar el 1939 un pacte de no-agressió amb Alemanya,

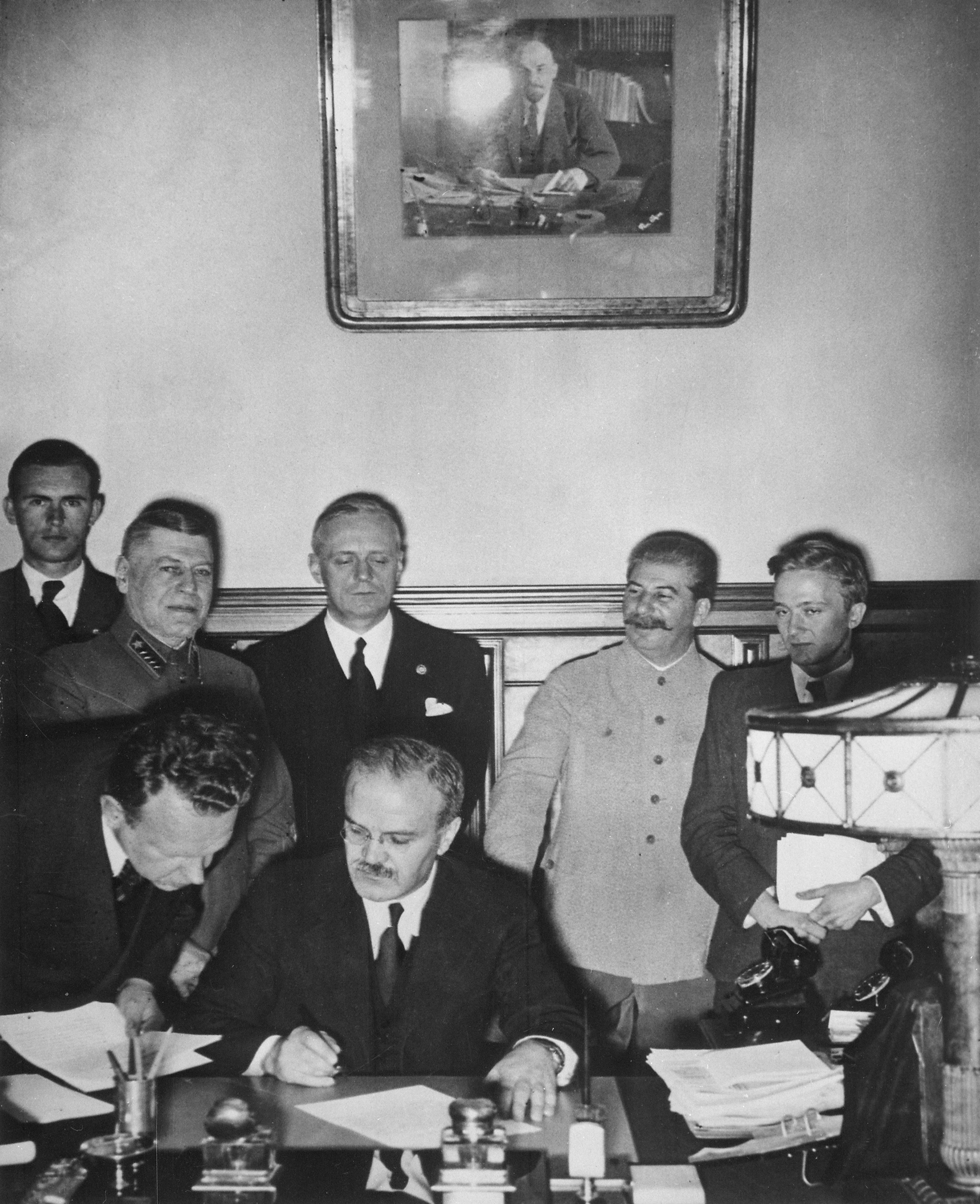
Signatura del Pacte germano-soviètic de no-agressió (el Pacte Mólotov-Ribbentrop).

A partir d'aquell moment la Unió Soviètica aconseguí un desenvolupament industrial i econòmic a temps per a la Segona Guerra Mundial, sent la principal recompensa que va obtenir amb la industrialització a marxes forçades.

### Exèrcit Roig i preguerra
Les guerres contra Polònia i Finlàndia, complementat amb l'afusellament o l'exili de gran part de la jerarquia de l'Exèrcit Roig a les purgues, deixà la defensa nacional en un estat temible. Aquesta situació va ser detectada per Hitler; però ni ell ni Stalin desitjaven un enfrontament immediat. Hitler preferí assegurar el Front Occidental abans d'atacar la Unió Soviètica per evitar una guerra en dos fronts simultanis. Stalin, pel seu costat, encara havia de posar a punt a l'Exèrcit Roig mitjançant la lleva forçosa i l'increment de material bèl·lic, la qual cosa requeria un període relativament llarg. A més, Stalin pensà que una aliança amb l'Alemanya Nazi li donaria via lliure per reconquerir antigues terres russes (les Repúbliques Bàltiques, Finlàndia i Moldàvia).

### La Gran Guerra Patriòtica
Al produir-se la invasió de la Wehrmacht sense prèvia advertència al juny de 1941, que portà la guerra fins a les portes de les principals ciutats soviètiques (Leningrad, Stalingrad i Moscou) es fomentà una exaltació del patriotisme ruso-soviètic.
L'Exèrcit Roig, recolzar en conjunt per la població civil, aconseguí detenir l'avanç alemany. Amb la victòria sobre l'ocupació alemanya a Stalingrad el 1943, la moral de l'exèrcit soviètic s'aixecà; assolint-se les reconquestes de Minsk, Kursk i Khàrkiv. Després de l'ofensiva soviètica s'aconseguí expulsar els alemanys del territori soviètic, aconseguint-se capturar Berlín a l'abril de 1945.
Els resultats de la guerra van ser desastrosos, tant pel que fa a les pèrdues humanes com materials. De fet, la Unió Soviètica va ser el país que va patir més víctimes durant la Segona Guerra Mundial (aproximadament 27 milions). Malgrat això, la Unió Soviètica aconseguí guanyar políticament, car s'annexionà uns 500.000 km² de territori i exercí domini polític a les nacions alliberades dels nazis en que ara seria la seva esfera d'influència).
La nova relació amb els governs aliats (que a les conferències de Teheran de 1943 i Potsdam de juliol de 1945 concediren una zona d'influència política a l'URSS) aconsellà a Stalin la dissolució del Komintern (maig de 1943). El caràcter socialista dels règims que van anar establint-se un cop finalitzada la guerra a l'Europa Oriental acabà amb l'aïllacionisme politico-geogràfica de l'URSS.
La nova inquietud de les potències occidentals va ser exposada en la "Doctrina Truman" del 12 d'abril de 1947, que preconitzà la necessitat d'aturar "l'expansió soviètica", iniciant així el que seria anomenat "Guerra Freda".

## La Guerra Freda

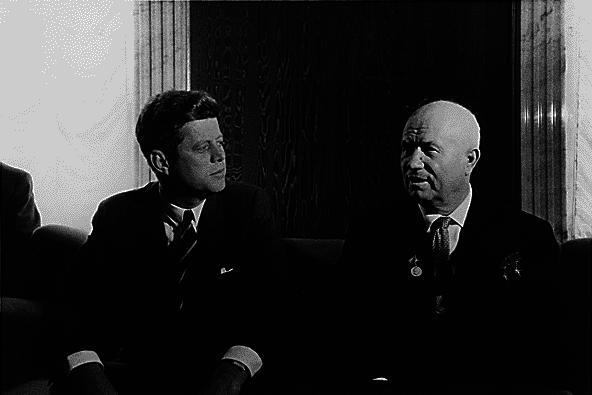
Nikita Khrusxov (dreta), creador de la doctrina de la "coexistència pacífica" amb el bloc occidental. A la foto s'entrevista amb el President estatunidenc John F. Kennedy.

Stalin reaccionà instituint a l'octubre del mateix any el Kominform. El trencament de relacions amb Iugoslàvia (1948) va veure's equilibrat pel triomf de la Revolució Xinesa el 1949, que va estendre a l'Extrem Orient asiàtic la influència soviètica.
La canonització oficial de les teories de Lissenko (lisenkoïsme) simbolitzà la presència d'un cert dogmatisme cultural, però no es repetiren les depuracions de la dècada de 1930. El Quart i el Cinquè Plans Quinquennals seguien donant prioritat a la indústria pesant i a les grans obres d'infraestructura. El desenvolupament econòmic permetia a la Unió Soviètica convertir-se en potència nuclear (el 25 de setembre de 1949), acabant així amb el monopoli nuclear estatunidenc.
Després de la mort de Stalin, el 5 de març de 1953, una reorganització immediata del Partit i del Govern permeté la reprovació dels abusos autoritaris i l'eliminació de les personalitats més compromeses amb el culte a la personalitat. Béria va ser executat. Paral·lelament s'anuncià al Soviet Suprem un augment en la producció de béns de consum i disminuí la tensió internacional amb l'armistici de la Guerra de Corea al juliol de 1953.
Els països sota l'esfera soviètica signaren el 1955 el Pacte de Varsòvia, també anomenat Tractat d'Amistat, Col·laboració i Assistència Mútua. A més, la Unió Soviètica també contribuí a la reconstrucció europea, neutralitzant el Pla Marshall estatunidenc amb la creació del Consell d'Ajut Mutu (el COMECON).
El kazaj Gueorgui Malenkov, que havia substituït a Stalin, va ser deposat de les seves funcions al febrer d'aquell mateix any. Nikita Khrusxov, com a Secretari General del Partit i, Nikolai Bulganin, com a cap de govern, imposaren un nou impuls a la política soviètica. El 2 de juny de 1955 s'anuncià una declaració d'amistat recíproca entre Iugoslàvia i la Unió Soviètica, i uns mesos més tard és el Kominform es va dissoldre.
La lectura del «Discurs Secret» de Khrusxov durant el XX Congrés del PCUS (el 25 de maig de 1956), sobre els errors i els crims de Stalin donà caràcter públic a les mesures de desestalinització. L'explosió de la bomba d'hidrogen concedí més poder de persuasió a la Unió Soviètica, la qual, durant la crisi del canal de Suez de novembre de 1956, va poder invalidar les maniobres colonialistes dels governs del Regne Unit i França. Tot i això, els progressos de la desestalinització van comportar greus desajustos, i els successos de Polònia d'octubre de 1956 i d'Hongria al novembre d'aquell mateix any provocaren la intervenció de l'Exèrcit Roig, que finalitzaren amb entre 25.000 i 50.000 rebels hongaresos i 7.000 soviètics morts.
El 1957, la Unió Soviètica inicià una espectacular sèrie de fites espacial, amb el llançament del primer satèl·lit artificial (l'Sputnik I), que donà inici a la cursa espacial amb els Estats Units. El 1961, la Unió Soviètica obtindria una nova victòria en la cursa espacial, quan el cosmonauta Iuri Gagarin es convertí en el primer ésser humà en ser enviat a l'espai.
Al març de 1958, Khrusxov, després d'allunyar al "Grup Anti-Partit" (Mólotov, Malenkov, Kaganòvitx) es convertí en cap del Govern. Les seves principals reformes econòmiques afectaren a l'agricultura, però la rompuda de les terres verges del Kazakhstan i la descentralització agrícola no van respondre a les esperances concebudes. Durant els XXI i XXII Congressos del PCUS (1959 i 1961) es renovaren les crítiques contra Stalin i la rehabilitació de les víctimes de l'estalinisme, alliberant a milions de presos polítics (la població del Gulag disminuí de 13 milions el 1953 a 5 milions el 1957).
Per un altre costat, la política de coexistència pacífica permetia la reducció de les despeses militars i situar en un primer pla la competició econòmica amb els països capitalistes. L'actitud crítica dels règims xinès i albanès cap a les posicions internacionals de l'URSS s'aguditzà després de la retirada dels projectils balístics desplegats a Cuba el 1962 i del Tractat de Moscou de juliol de 1963.

## Bréjnev i l'Estancament

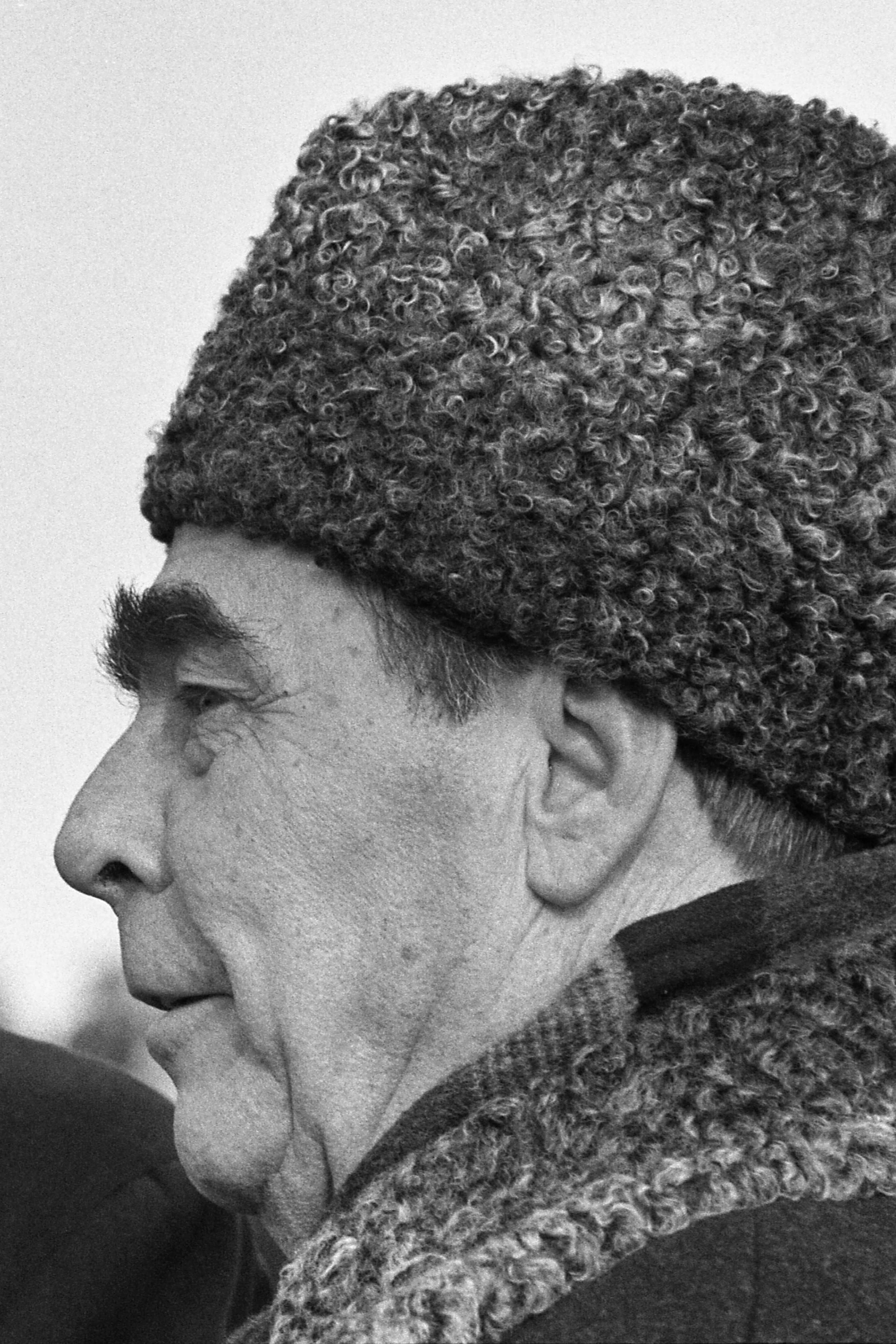
Leonid Bréjnev, líder sense idees noves per dinamitzar el règim comunista, és acusat d'haver estat un dels principals causants del col·lapse de la Unió Soviètica.

La substitució de Khrusxov a l'octubre de 1964 per un triumvirat format per Bréjnev, primer secretari del Partit, Kosigin, cap del Govern, i Mikoian, president del Presídium del Soviet Suprem, en substitució de Mikoian, no impedí l'accentuació del conflicte ideològic amb Xina.
Al XXIII Congrés del PCUS (març-abril de 1966), que registrà l'absència de les representacions de la Xina i Albània, Bréjnev reconegué el fracàs parcial del Pla Septennal (1959-65) i per al vuitè Pla Quinquennal (1966-70) van ser adoptades les mesures proposades per Liberman, orientades a transformar les unitats de producció en veritables empeses sotmeses i impulsades per les lleis del mercat i els preus.
Per un altre costat, després de condemnar la política imperialista dels Estats Units i de proclamar el seu suport a Vietnam del Nord i al Front d'Alliberament Nacional de Vietnam del Sud (el Vietcong), Bréjnev es pronuncià a favor d'un programa de desarmament mundial i d'un pacte de no-agressió amb l'OTAN. La diplomàcia soviètica va obtenir un èxit notable amb la seva mediació en el conflicte Indo-Pakistanès d'agost de 1965, que conduí als acords de Taxkent (gener de 1966). A l'abril d'aquell any, Bréjnev consolidà la seva posició en ser reelegit secretari general del Partit. La recerca de la distensió, objectiu perseguit pel suggeriment soviètic que l'OTAN i el Pacte de Varsòvia es dissolguessin (maig de 1966) va ser el factor dominant de la política exterior soviètica. A l'esclatar la Guerra dels Sis Dies (juny de 1967), el govern soviètic trencà les seves relacions amb Israel i oferí el seu suport decidit als països àrabs.
Les tensions originades pel desenvolupament dels fets de Txecoslovàquia (agost de 1968) arribaren a la invasió d'aquest país per part de les tropes del Pacte de Varsòvia (agost de 1968); l'ocupació militar va ser legalitzada per un tractat entre la Unió Soviètica i Txecoslovàquia (maig de 1970). La ratificació del Tractat d'Amistat Romanosoviètic (novembre de 1970) evità que les discrepàncies entre ambdós estats arribessin al conflicte; per un altre costat, l'entrevista entre Bréjnev i Tito al setembre de 1971 saldà parcialment el capítol de desavinences amb Iugoslàvia.
L'augment de la influència soviètica a Iberoamèrica va conduir a l'establiment de relacions amb Perú (febrer de 1969), Bolívia (desembre de 1969) i Veneçuela (febrer de 1970), a la signatura d'un tractat comercial amb Perú (desembre de 1970) i a la concessió d'un crèdit a l'Uruguai (març de 1969).
La signatura del Pacte germanosoviètic de no-agressió a l'agost de 1970 contribuí a consolidar el seu statu quo europeu. En canvi, l'antagonisme sinosoviètic passà de les disputes ideològiques als conflictes armats a la frontera (març de 1969), i que no es resolgueren, i de forma parcial, fins a l'acord comercial de novembre de 1970.
A l'interior, als desajustaments provocats per la nova orientació econòmica i a l'esclerosi de l'aparell burocràtic dirigent s'afegí l'oposició dels nuclis intel·lectuals. Els límits del "liberalisme" post-estalinista, evidenciats per les detencions dels escriptors Daniel i Siniavski (el Procés de Sivinavski-Daniel de 1965) tornaren a manifestar-se amb l'expulsió de la Unió d'Escriptors Soviètics d'Aleksandr Soljenitsin (que seria Premi Nobel de Literatura el 1970) al novembre de 1969. Durant els anys posteriors, un cop dirigida la crisi interna del camp socialista després de les substitucions de Gomułka per Gierek a Polònia i de Walter Ulbricht per Honecker a la RDA, la política soviètica es caracteritzà per una ofensiva diplomàtica, recolzada en la Ostpolitik de Willy Brandt a la RFA, l'objectiu principal de la qual era la futura convocatòria d'una Conferència Europea de Seguretat. A l'Orient Mitjà continuà la penetració soviètica als països àrabs: al maig de 1971 se signà un acord militar i polític de 15 anys de termini amb Egipte, al febrer de 1972 s'assoliren acords comercials amb Síria, amb Líbia al març i amb Iraq a l'abril. Només la retirada de l'ambaixador del Sudan a la Unió Soviètica a l'agost de 1971 i, principalment l'expulsió dels consellers militars soviètics d'Egipte al juliol de 1972 van posar en perill la influència soviètica en aquella regió del Tercer Món.
La Unió Soviètica donà suport al Vietcong i a Vietnam del Nord, però seguí amb la seva política de coexistència i entesa amb els Estats Units (conferències sobre el desarmament, la visita de Richard Nixon a Moscou el 1972, l'acord de col·laboració espacial a l'agost de 1972, la visita de Bréjnev als Estats Units al juny de 1973 i la tornada de Nixon a Moscou al juliol de 1974; amb la signatura d'un nou acord de cooperació econòmica i un altre sobre la prohibició d'assaigs nuclears soterranis), i amb la resta de països occidentals. Per un altre costat, la visita de Tito a Moscou al juny de 1972 consolidà la reconciliació entre tots dos països i el seu acord sobre els problemes a Vietnam i a l'Orient Mitjà i de la Conferència de Pau i Seguretat a Europa, promoguda per la Unió Soviètica. A l'interior, el període anterior a 1970 es caracteritzà per la relativa amplada dels conflictes plantejats pels intel·lectuals soviètics dissidents amb ressonància internacional en alguns casos, com succeí amb, per exemple, Sakharov o Soljenitsin. També tingué lloc un recrudement del problema de la minoria jueva desitjosa d'emigrar a Israel, sobre el qual s'arribà a un acord amb els Estats Units al novembre de 1974, i s'aguditzaren alguns conflictes religiosos, com el plantejat per la població catòlica de Lituània (maig de 1972), o els nacionalistes (organització del Partit i dels orgues de govern a Ucraïna al juny de 1972). Al febrer de 1976 se celebrà el XXVI Congrés del PCUS, on es confirmà l'hegemonia de Bréjnev, la qual es consolidà encara més qual Podgorni cessà com a President del Presídium del Soviet Suprem al maig de 1977 i el mateix Bréjnev assumí el càrrec.
Per un altre costat, l'octubre de 1977, en coincidència amb el seixantè aniversari de la Revolució d'Octubre es promulgà i entrà en vigor una nova constitució, en la que es donava per realitzada i superada l'etapa de la "dictadura del proletariat" a la Unió Soviètica i es reafirmava el paper dirigent absolut del PCUS a la societat soviètica. A l'octubre de 1980 Kosiguin dimití i Tíkhonov es convertí en el nou President del Consell de Ministres de l'URSS. La intervenció soviètica de l'Afganistan al desembre de 1979 provocà el desenvolupament d'una nova etapa de tensió a la Guerra Freda entre les dues superpotències, que s'aguditzà amb la instal·lació de noves bases de míssils a Europa. A l'interior, la Unió Soviètica va endurir la seva repressió contra els dissidents i va haver de fer front a una greu crisi econòmica durant 1980.

## Els conservadors: Andrópov i Txernenko
A la mort de Bréjnev al novembre de 1982, Iuri Andrópov, cap del KGB des de 1967, va ser nomenat secretari general del PCUS al novembre de 1982 i cap d'Estat al juny de 1983. Andrópov es proposà d'introduir canvis radicals en l'economia abans que, el 1985, s'iniciés un nou Pla Quinquennal. Per assolir-ho calia modificar la composició de les estructures de poder, la qual cosa aconseguí parcialment, sobretot amb la inclusió al Politburó de dirigents de menys de 50 anys. Tot i això, ni la greu crisi que patia el país ni l'ofensiva contra el burocratisme i la corrupció aconseguiren canviar res en el funcionament d'un sistema cada cop més dependent de l'economia militar.
En el pla internacional, el breu període de govern d'Andrópov es caracteritzà pel fracàs en l'estratègia disposada per tal d'impedir la instal·lació dels primers "euromíssils" a l'Europa Occidental, al novembre de 1983, la qual cosa provocà la retirada immediata dels soviètics de les negociacions de Ginebra sobre els euromíssils.
A la mort d'Andrópov al febrer de 1984 el succeí Konstantín Txernenko, continuador de la política de Bréjnev, que qui va ser el seu "delfí". Durant el seu govern, que també va ser breu, s'operà una tornada al burocratisme paralitzant i l'antisemitisme es va fer més cru, així com la repressió contra els intel·lectuals dissidents.
A l'exterior, el Kremlin s'oposà a la participació soviètica als Jocs Olímpics que se celebrarien a la ciutat de Los Angeles a l'estiu de 1984 (va ser la resposta soviètica al boicot nord-americà als Jocs Olímpics de Moscou'80), a la visita d'Honecker a la República Federal Alemanya, a negociar amb Washington i a tota possibilitat de compromís en el conflicte de l'Afganistan. Aquest aïllacionisme experimentà un gir després de la visita del Ministre d'Exteriors soviètic, Andrei Gromiko, als Estats Units, durant la qual s'entrevistà amb el President Ronald Reagan; i la del viceprimer ministe, Ivan Arjipov, a la Xina el desembre de 1984. L'anunci del President Reagan el 1984, després de ser reelegit, de desenvolupar el nou programa militar denominat Iniciativa de Defensa Estratègica (SDI), coneguda com a Guerra de les Galàxies, determinà a la Unió Soviètica a tornar a la taula de negociacions de Ginebra sobre el control d'armaments (12 de març de 1985). Ja malalt des d'abans de succeir a Andrópov, Txernenko va morir l'11 de març de 1985.

## Mikhaïl Gorbatxov: intents de reforma i el col·lapse de l'URSS

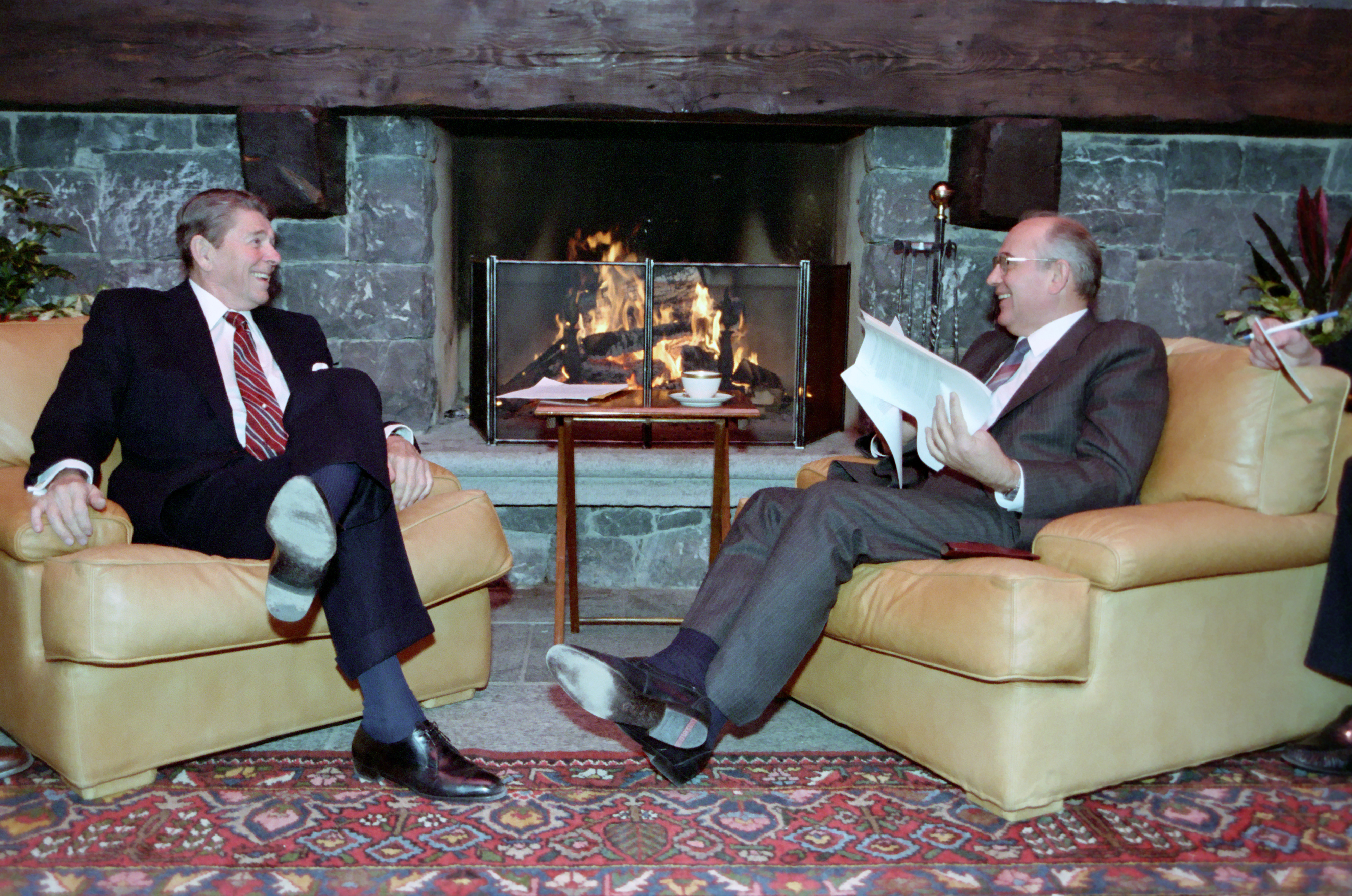
El President Ronald Reagan i el Secretari General Mikhaïl Gorbatxov durant la Primera Cimera de Ginebra (1985).

Txernenko va ser succeït per Mikhaïl Gorbatxov, el membre més jove (52 anys) del Politburó. En política interior Gorbatxov presentà una sèrie de reformes, definides per quatre paraules clau: glàsnost (obertura, transparència), democratizatsia (democratització), uskorenie (desenvolupament econòmic) i perestroika (reestructuració). Un dels primers fruits de la nova política va ser el final del desterrament d'Andrei Sakharov (desembre de 1986), al qual van seguir una amnistia que alliberà a tots els presos de consciència (febrer de 1987) i la rehabilitació de les purgues de Stalin.
En el terreny internacional, Gorbatxov inicià conversacions sobre el desarmament amb el President dels Estats Units Ronald Reagan, celebrades al novembre de 1985, que culminaren amb la signatura d'un acord per eliminar els míssils nuclears d'abast intermedi estacionats a Europa (desembre de 1987). La XIX Conferència del PCUS, celebrada al juliol de 1988, aprovà un programa de reformes polítiques que es plasmà en diverses esmenes a la Constitució (desembre de 1988) i, en l'elecció, per primera vegada amb candidatures múltiples, d'un Congrés dels Diputats del Poble, màxim òrgan sobirà (26 de març de 1989). Els resultats electorals van posar de manifest la radicalització popular i la irreversible pèrdua d'autoritat del PCUS.
La violència interètnica es va fer endèmica a Armènia i a l'Azerbaidjan, a causa de la disputa sobre la regió de Nagorno Karabaj i es tornà més cru a Geòrgia a causa de la intervenció de l'Exèrcit en contra dels manifestants a Tiflis a l'abril de 1989. L'agitació nacionalista desembocà en una crisi d'estat quan Lituània proclamà la seva independència l'11 de març de 1990, decisió suspesa al juny davant el bloqueig econòmic decretat per Moscou.
Després de la caiguda del Mur de Berlín i la caiguda dels règims comunistes de l'Europa Oriental, Gorbatxov llançà una nova ofensiva reformista. El Congrés dels Diputats del Poble votà una nova reforma constitucional que abolí el monopoli econòmic del PCUS, instaurà un sistema presidencialista i escollí al mateix Gorbatxov per al nou càrrec de President de la Unió Soviètica el 15 de març de 1990. les eleccions republicanes i locals celebrades entre febrer i maig de 1990 constituïren un èxit per als radicals, Borís Ieltsin va ser elegit president de la RSFS de Rússia.
El XXVIII Congrés del PCUS, celebrat al juliol de 1990 i que reelegí a Gorbatxov com a Secretari General, no va poder impedir que Ieltsin i d'altres dirigents radicals abandonessin el Partit. Per fer front a la crisi nacional, Gorbatxov proposà un nou Tractat de la Unió, que va ser aprovat pel Congrés dels Diputats del Poble i ratificat en referèndum el 17 de març de 1991 en 9 de les 15 repúbliques, mentre que a les tres Repúbliques Bàltiques (Letònia, Estònia i Lituània), durant l'anomenada Revolució Cantada, organitzaven consultes electorals als seus territoris respectius per tal de reafirmar la seva voluntat d'independència. El tractat sovièticoestatunident per reduir les armes estratègiques (START), signat a Moscou amb ocasió de la visita del President George Bush el 31 de juliol de 1991, agreujà les tensions a l'aparell del PCUS i el complex industrial militar.

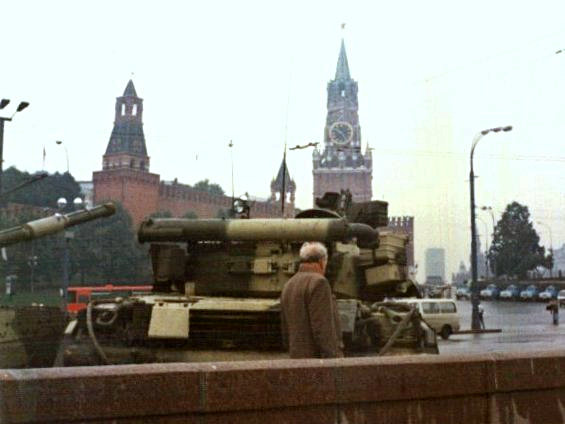
Tancs a la plaça Roja durant el Cop d'Agost

El 18 d'agost, quan es trobava de vacances a Crimea, Gorbatxov va ser confinat a la seva datxa i declarat "incapaç d'assumir les seves funcions per motius de salut", en un cop d'estat planejat pels membres conservadors de l'aparell, el KGB i alguns caps militars. Gennadi Ianaiev, vicepresident de l'URSS, assumí interinament la presidència, i una direcció col·legiada formada per 8 persones que decretaren l'estat d'urgència, restablí la censura i publicà una proclama justificant el cop. La resistència va ser encapçalada per primer moment per Borís Ieltsin qui, des del Parlament de Rússia, cridà a la desobediència civil i a la vaga general. La creixent oposició popular a Moscou i Leningrad, el rebuig internacional i la defecció d'algunes unitats militars, que passaren a obeir a Ieltsin, dividiren i paralitzaren els colpistes. El cop quedà avortat el 21 d'agost, quan els membres del Comitè d'Estat es dispersaren abans de ser detinguts. Gorbatxov, alliberat, retornà a Moscou i donà suport i estimulà decididament els canvis radicals que requeria la nova situació.
Les activitats del PCUS van ser proscrites pel Tribunal Suprem el 29 d'agost, es van dissoldre els òrgans del poder central i s'obrí un nou període constituent. El 6 de setembre de 1991, el Consell d'Estat va reconèixer les independències de Letònia, Lituània i Estònia. Durant els mesos següents, les successives proclamacions d'independència de les diverses repúbliques i el col·lapse econòmic acceleraren la pèrdua d'autoritat política de Gorbatxov, que fracassà en l'intent de concloure el tractat que havia de donar lloc a una Unió d'Estats Sobirans per substituir l'antiga organització de l'Estat.
El 8 de desembre de 1991, les tres repúbliques eslaves (Rússia, Belarús i Ucraïna) constituïren la Comunitat d'Estats Independents (CEI), oberta a la resta de les repúbliques i que marcà el final a la pràctica de l'Estat soviètic. Gorbatxov presentà la dimissió el 25 de desembre de 1991, i Rússia assumí en el terreny internacional els compromisos i la representació de l'estat desaparegut. Totes les repúbliques que constituïen l'URSS van ser reconegudes internacionalment com a estats independents.